# Попов, Валентин Сергеевич
Валентин Сергеевич Попов (9 мая 1912, Москва, Российская империя — 18 марта 1987, там же, СССР) — советский коллекционер, москвовед и музейный работник, ученик Михаила Александровского.

## Биография
Родился 9 мая 1912 года в Москве в семье инженера-текстильщика и художницы. Родители имели свой собственный особняк по адресу Яковлевский переулок, 8. Родители сумели своему сыну дать только среднее образование, а на высшее образование просто не хватило средств из-за последствия голода 1929 года, но сын упорно стал заниматься самообразованием и в совершенстве овладел знаниями русской истории и русского искусства не имея диплома. В 1932 году новоявленный специалист был приглашён на работу в Центральные реставрационные мастерские, где работал год. С 1936 по 1939 год занимал должность учёного секретаря и старшим хранителем Музея изящных искусств, а с 1939 по 1941 год заведовал отделом фарфора и фаянса в музей-усадьбе Кусково. В 1944 году был осуждён по ложному обвинению и отправлен на 10 лет в ссылку, освободился в 1954 году и реабилитирован в 1956 году. В том же году Никита Хрущёв выделил ему квартиру в новостройке и разрешил жить в Москве. В 1957 году устроился на работу в Государственный литературный музей и занимал должность главного хранителя музея и работал вплоть до 1974 года.
Скончался 18 марта 1987 года в Москве. Похоронен на Рогожском кладбище.